# Never Enough (The Cure)
Never Enough is een nummer van de Britse band The Cure uit 1990. Het is de eerste single van hun remixalbum Mixed Up.
Frontman Robert Smith legde uit: "Het nummer gaat over excessen. Alles wat ik doe is niet genoeg, er moet altijd iets anders zijn, anders stop je, en het feit dat er altijd iets anders is, drijft je tot excessen". Smith schreef het nummer nadat ze drie dagen in de studio waren geweest om een single op te nemen voor het album "Mixed Up". "We hebben vier nummers opgenomen en ze klonken als rommel, en ik was echt depressief. Iedereen wist dat het niet werkte. Ik schreef die avond 'Never Enough' en zei: laten we dit opnemen", aldus Smith. 
Volgens Smith inspireerde dit nummer The Cure om "weer een gitaarband te worden" na het sombere geluid van hun album Disintegration uit 1989. In tegenstelling tot de meeste Cure-nummers, bevat "Never Enough" dan ook geen synthesizers en is de gitaar prominent aanwezig. Het nummer kent invloeden uit de baggy-muziek, een elektronische muziekstroming uit Manchester die vooral in de late jaren '80 en vroege jaren '90 populair was. 
"Never Enough" werd in een aantal landen een (bescheiden) hit. Zo bereikte het de 13e positie in het Verenigd Koninkrijk. In Nederland reikte de plaat niet tot de hitlijsten, terwijl in de Vlaamse Radio 2 Top 30 de 28e positie werd gehaald.